# سكوت باركر
سكوت ماثيو باركر (بالإنجليزية: Scott Parker)‏، من مواليد 13 أكتوبر 1980 في لندن في إنجلترا، لاعب كرة قدم إنجليزي، وكان مؤخرا مدربًا لنادي بورنموث.
بدأ مسيرته الكروية مع نادي تشارلتون أثلتك في عام 1997، ولعب معهم حتى عام 2004، وشارك معهم في 128 مباراة وسجل 9 أهداف، وفي عام 2000 أعير إلى نادي نوريتش سيتي، ولعب معهم 6 مباريات وسجل هدف واحد، وفي موسم 2004/2005 انتقل إلى نادي تشيلسي، ولعب معهم 15 مباراة وسجل هدف واحد، وفي عام 2005 انتقل إلى نادي نيوكاسل يونايتد، ولعب معهم حتى عام 2007، وشارك معهم في 55 مباراة وسجل 4 أهداف، ومنذ عام 2007.و لعب مع نادي وست هام يونايتد توتنهام هوتسبر و هو حاليا يلعب لنادي فولهام
و قد بدأ باللعب مع منتخب إنجلترا لكرة القدم في عام 2003.

## مسيرته الكروية
لعب سكوت باركر خلال مسيرته الاحترافية مع 7 أندية في ثلاثة وعشرون موسمًا وسجل خلالها 31 هدفًا ضمن 485 مباراة. ولم يفز بأي موسم بالكأس وفاز في موسم واحد بالدوري.
خاض سكوت باركر مسيرته مع نادي تشارلتون أثلتيك في موسم 1997–98 في المرة الأولى ليلعب معه أربعة مواسم ثم في موسم 2001–02 واستمر معه طيلة ثلاثة مواسم، مشاركًا طوالها في 127 مباراة سجل خلالها 9 أهداف. ثم انتقل إلى نادي نورويتش سيتي في موسم 2000–01 لمدة موسم واحد، حيث شارك في 6 مباريات سجل خلالها هدفًا واحدًا. لينتقل بعدها إلى نادي تشيلسي في موسم 2003–04 ولمدة موسمين، مشاركًا في 15 مباراة سجل خلالها هدفًا واحدًا أيضًا. ثم انتقل إلى نادي نيوكاسل يونايتد في موسم 2005–06 ولمدة موسمين، مشاركًا في 55 مباراة سجل خلالها 4 أهداف. هذا وانتقل لاحقًا إلى نادي وست هام يونايتد في موسم 2007–08 ليلعب معه خمسة مواسم، مشاركًا في 113 مباراة سجل خلالها 10 أهداف. ثم انتقل بعدها إلى نادي توتنهام هوتسبير في موسم 2011–12 ولمدة موسمين، مشاركًا في 50 مباراة ولم يسجل أي هدف. ليعود وينتقل من جديد، لكن هذه المرة إلى نادي فولهام في موسم 2013–14 ليلعب معه أربعة مواسم، مشاركًا في 119 مباراة سجل خلالها 6 أهداف.

## روابط خارجية
- سكوت باركر على موقع IMDb (الإنجليزية)
- سكوت باركر على موقع الاتحاد الأوربي (الإنجليزية)
- سكوت باركر على موقع قاعدة بيانات كرة القدم.إي يو (الإنجليزية)
- سكوت باركر على موقع ناشيونال فوتبول تيمز (الإنجليزية)
- سكوت باركر على موقع Soccerbase.com (لاعب) (الإنجليزية)
- سكوت باركر على موقع Soccerbase.com (مدرب) (الإنجليزية)
- سكوت باركر على موقع Soccerway.com (الإنجليزية)
- سكوت باركر على موقع عالم كرة القدم.نت (الإنجليزية)
- سكوت باركر على موقع كووورة
- سكوت باركر على موقع AS.com (الإسبانية)